# Rémi Taffin
Rémi Taffin (14 de março de 1975) é um engenheiro francês formado pela École supérieure des techniques aéronautiques et de construction automobile (ESTACA, Promotion 1998), que atualmente ocupa o cargo de diretor técnico da empresa francesa Oreca. Até julho de 2021, ele ocupou o cargo de diretor técnico de motores da Renault na Fórmula 1.

## Carreira
Depois de trabalhar um tempo na Fórmula 3, ele se juntou ao grupo Renault em 1999 e trabalhou sucessivamente com British American Racing, Arrows, Benetton Formula, Renault F1 Team e Alpine F1 Team.
Em 2005 e 2006 ele trabalhou com o bicampeão mundial Fernando Alonso.
A partir de 2012, tornou-se chefe das operações faixas de Renault Sport F1 e apoio a várias equipes usuárias do motor V8 da fabricante francesa. Ele contribuiu para os quatro títulos mundiais conquistados pela equipe Red Bull Racing.
Em agosto de 2021, a Renault anunciou a saída de Taffin, que ocupava o cargo de chefe de motores da Renault na Fórmula 1.
Em dezembro de 2021, Taffin assumiu o cargo de diretor técnico da Oreca.